# Aeroporti in Malaysia
Quella che segue è una lista parziale degli aeroporti in Malaysia, denominati come stabilito dal Department of Civil Aviation Malaysia e dall'Organizzazione internazionale dell'aviazione civile (ICAO), ordinati per tipologia e sotto-ordinati per classificazione.

## Classificazione
La classificazione degli aeroporti in Malaysia è definita dal Department of Civil Aviation Malaysia (DCA) (in malese: Jabatan Penerbangan Awam), l'autorità nazionale dell'aviazione civile di quel Paese.
La DCA ha pubblicato le definizioni per la classificazione degli aeroporti nazionali e le modalità di definizione degli aeroporti internazionali classificati secondo le normative vigenti. in data 17 giugno 1999:
- internazionali: aeroporti di ingresso e di uscita dotati di strutture doganali e di immigrazione permanenti atte a svolgere traffico internazionale;
- nazionali: aeroporti utilizzati per soli voli nazionali;
- STOL: aeroporti in grado di accogliere aeromobili di tipo STOL progettati per atterrare e decollare da piste corte;
- militari: aeroporti utilizzati per soli voli militari.

Ad aprile 2014 il Paese ospita 81 aeroporti, di cui 33 situati nella Malesia peninsulare, 18 nel Territorio Federale di Sarawak e 30 nel Territorio Federale di Sabah.

## Aeroporti

### Civili
Classificati dal Department of Civil Aviation Malaysia
| Località         | Stato federato | IATA | ICAO | Nome aeroporto AIP Malaysia                   | Classificazione     | Coordinate            |
| ---------------- | -------------- | ---- | ---- | --------------------------------------------- | ------------------- | --------------------- |
| Johor Bahru      | Johor          | JHB  | WMKJ | Aeroporto Internazionale di Johor Bahru-Senai | Internazionale      | 1°38′26″N 103°40′13″E |
| Kota Kinabalu    | Sabah          | BKI  | WBKK | Aeroporto Internazionale di Kota Kinabalu     | Internazionale      | 5°56′14″N 116°03′04″E |
| Kuala Lumpur     | Kuala Lumpur   | KUL  | WMKK | Aeroporto Internazionale di Kuala Lumpur      | Internazionale      | 2°44′44″N 101°42′35″E |
| Kuching          | Sarawak        | KCH  | WBGG | Aeroporto Internazionale di Kuching           | Internazionale      | 1°29′05″N 110°20′49″E |
| Bayan Lepas      | Penang         | PEN  | WMKB | Aeroporto Internazionale di Penang            | Internazionale      | 5°17′50″N 100°16′36″E |
| Kuah             | Kedah          | LGK  | WMKL | Aeroporto di Pulau-Langkawi                   | Internazionale      | 6°19′47″N 99°43′43″E  |
| Subang Jaya      | Selangor       | SZB  | WMSA | Aeroporto di Subang-Sultano Abdul Aziz Shah   | Internazionale      | 3°07′52″N 101°32′53″E |
| Alor Star        | Kedah          | AOR  | WMKA | Aeroporto di Alor Star-Sultano Abdul Halim    | Nazionale, militare | 6°11′40″N 100°24′03″E |
| Kuantan          | Pahang         | KUA  | WMKD | Aeroporto di Kuantan                          | Nazionale, militare | 3°46′11″N 103°12′34″E |
| Bintulu          | Sarawak        | BTU  | WBGB | Aeroporto di Bintulu                          | Nazionale           | 3°07′27″N 113°01′11″E |
| Ipoh             | Perak          | IPH  | WMKI | Aeroporto di Ipoh-Sultano Azlan Shah          | Nazionale           | 4°34′09″N 101°05′35″E |
| Kerteh           | Terengganu     | KTE  | WBKE | Aeroporto di Kerteh                           | Nazionale           | 4°32′15″N 103°25′36″E |
| Kota Bharu       | Kelantan       | KBR  | WBKC | Aeroporto di Kota Bharu-Sultano Ismail Petra  | Nazionale           | 6°09′58″N 102°17′33″E |
| Kuala Terengganu | Terengganu     | TGG  | WBKN | Aeroporto di Kuala Terengganu-Sultano Mahmud  | Nazionale           | 5°22′53″N 103°06′17″E |
| Limbang          | Sarawak        | LMN  | WBGJ | Aeroporto di Limbang                          | Nazionale           | 4°48′29″N 115°00′37″E |
| Malacca          | Malacca        | MKZ  | WBKM | Aeroporto di Malacca                          | Nazionale           | 2°15′47″N 102°15′09″E |
| Sandakan         | Sabah          | SDK  | WBKS | Aeroporto di Sandakan                         | Nazionale           | 5°54′06″N 118°02′56″E |
| Sibu             | Sarawak        | SBW  | WBGS | Aeroporto di Sibu                             | Nazionale           | 2°15′51″N 111°58′57″E |
| Tawau            | Sabah          | TWU  | WBKW | Aeroporto di Tawau                            | Nazionale           | 4°18′48″N 118°07′19″E |